# Lu Ying
Lu Ying (陆 滢, Lu Ying, nacido 22 de enero de 1989) es una nadadora china. Ella compitió para China en los Juegos Olímpicos de Londres 2012 y ganó una medalla de plata en los 100 metros mariposa femenino.